# Experimento ATLAS
El ATLAS (A Toroidal LHC ApparatuS, Aparato Toroidal del LHC) es uno de los siete detectores de partículas (junto al ALICE, CMS, TOTEM, LHCb, LHCf y MoEDAL) construido en el LHC (Gran Colisionador de Hadrones), el moderno acelerador de partículas del CERN en Suiza. Su tamaño es de 46 metros de largo y 25 de diámetro, y pesa unas 7000 toneladas. En el proyecto están implicados unos 3.000 científicos e ingenieros de sobre 175 instituciones pertenecientes a 38 países diferentes. Los primeros 15 años, el proyecto ha sido liderado por Peter Jenni, sucedido por Fabiola Gianotti en 2009 hasta 2013. Desde entonces fue encabezado por David Charlton.
Se esperaba que estuviera plenamente operativo a principios de 2008. De este experimento se espera que detecte partículas muy masivas no detectables anteriormente, que operaban a menores energías, y que aporte luz a nuevas teorías físicas más allá del Modelo Estándar. 
El grupo de físicos que construyó el detector, conocido como Colaboración ATLAS, se formó en 1992, al fusionarse los experimentos EAGLE (Experiment for Accurate Gamma, Lepton and Energy Measurements, Experimento para la Medida Precisa de Gammas y Leptones) y ASCOT (Apparatus with Super COnducting Toroids, Aparato con Toroides SuperCOnductores), para dar lugar a un único detector multipropósito para el LHC. El diseño de ATLAS es una combinación de ambos experimentos, además de ideas aportadas durante el diseño e investigación del Supercolisionador superconductor. El ATLAS tal y como está ahora se concibió en 1994, y obtuvo la financiación oficial a principios de 1995. Otros países, laboratorios y universidades se unieron al proyecto en los años siguientes, e incluso en la actualidad (2007) se siguen sumando participantes. Los trabajos de montaje empezaron en cada grupo de forma individual, y en 2003 comenzaron los trabajos de montaje in situ.
El ATLAS es un detector multipropósito. Cuando los haces de protones producidos por el acelerador interactúen en el centro del detector, se producirán una serie de partículas con un amplio rango de energías. Más que centrarse en un determinado tipo de partículas, el ATLAS se ha diseñado para que mida el mayor intervalo posible de energías. Se pretende que, sea cual sea el proceso producido o las partículas generadas, el ATLAS sea capaz de detectarlas y medir sus propiedades. Experimentos anteriores, como el Tevatrón y el LEP, fueron diseñados con un propósito similar. Sin embargo, las condiciones únicas de operación del ATLAS (energías nunca vistas y un ritmo de colisiones extremadamente elevado) hacen de su diseño el más complejo hasta la fecha.

## Base teórica

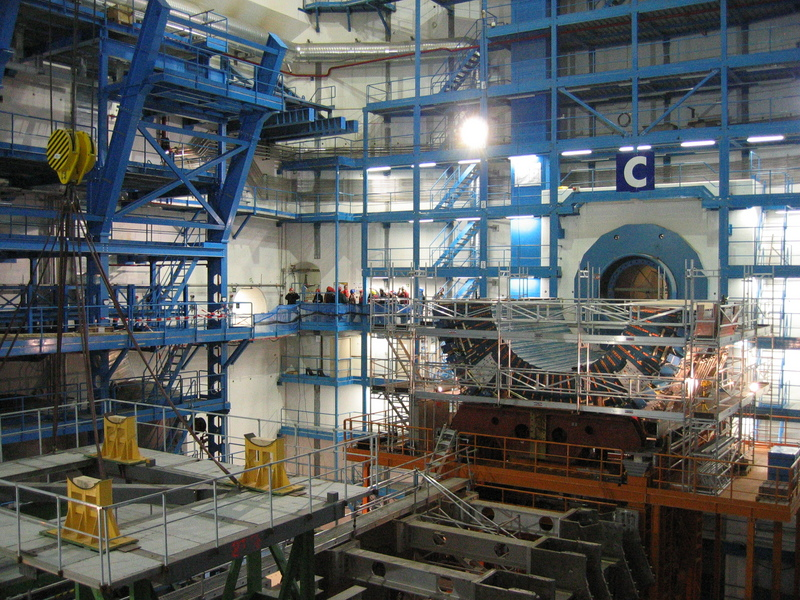
Experimento ATLAS, en construcción en octubre de 2004; el estado actual puede consultarse aquí. Compárese el tamaño del detector con las personas del fondo.

El primer ciclotrón, uno de los primeros aceleradores de partículas, fue creado por Ernest O. Lawrence en 1931, con un radio de pocos centímetros y energías de hasta 1 MeV. Desde entonces, los aceleradores han ido creciendo enormemente en tamaño y energía buscando generar partículas de mayores masas. Junto al crecimiento de los aceleradores ha ido aumentando la lista de partículas conocidas. El modelo que se usa en la actualidad, muy probado y sólido, es el Modelo Estándar; se han detectado todas las partículas que lo forman, excepto el Bosón de Higgs. El Modelo Estándar se cree que no funciona a energías por encima de la máxima producida en la actualidad, 1 TeV (en el Tevatrón). Se espera que la teoría más-allá-del-Modelo-Estándar, idéntida al Modelo Estándar a las energías asequibles en la actualidad, describa partículas a energías muy superiores. Muchas de estas teorías predicen partículas de masa mucho mayor. El LHC, de 27 km de circunferencia, colisionará dos haces de protones a energías siete millones de veces superiores al del primer acelerador. Será capaz de producir partículas diez veces más pesadas que las actuales, si existen.
Aparte de producir dichas partículas, éstas deben ser observadas, y esa es la tarea de los detectores. Desde los años 70, los detectores se diseñan en capas, como las cebollas, capas que rodean el punto de interacción (donde colisionan ambos haces). Cada capa es diferente, y permiten detectar el tipo de partícula, su energía (masa) y su momento. Conforme crece la energía de las nuevas partículas generadas, los nuevos detectores deben ser capaces de frenarlas y medirlas. Así, el ATLAS es el mayor detector hasta la fecha, capaz de medir las propiedades de las muy masivas partículas generadas en el LHC.

## Programa científico

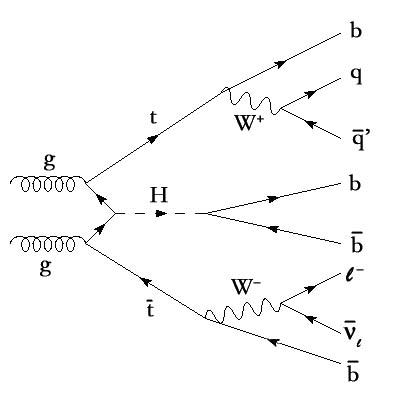
Un diagrama de Feynman de dos gluónes virtuales procedentes de la colisión de protones en el LHC, formando un hipotético bosón de Higgs, y un antiquark arriba. Este proceso deja una "huella" de partículas, lo que facilita mucho su identificación. Un número suficiente de estos sucesos permitiría el descubrimiento del bosón de Higgs.

Del ATLAS se espera que investigue los nuevos tipos de partículas que puedan ser detectados en las colisiones de alta energía del LHC. Algunas de ellas supondrán la confirmación o no del Modelo Estándar, mientras que otras pueden dar lugar a nuevas teorías.
Una de las más importantes tareas del ATLAS es detectar la última pieza del puzle llamado Modelo Estándar: el bosón de Higgs. El mecanismo de Higgs, en el cual interviene dicho bosón, es el que le da la masa a las partículas elementales, diferenciando la fuerza débil y la interacción electromagnética. Dicho mecanismo explica satisfactoriamente la masa de los bosones W y Z y la masa nula en reposo de los fotones. Si no se descubre el bosón de Higgs, se espera que otro mecanismo de rotura de la simetría electrodébil pueda ser deducido, como el Tecnicolor. Sin ese mecanismo, el Modelo Estándar es matemáticamente inconsistente a los niveles de energía que alcanzará LHC. El bosón de Higgs puede que se detecte a partir de las partículas que se desintegren en él. Las más interacciones más plausibles son las que involucran dos fotones, dos quarks fondo o cuatro leptones. En ocasiones, esas desintegraciones sólo pueden ser detectadas inequívocamente si van asociadas a partículas adicionales (diagrama).
También se investigará la asimetría entre materia y antimateria, conocida como violación CP. Los experimentos actuales de violación CP, como BaBar y Belle, no han detectado suficiente violación en el Modelo Estándar como para explicar la falta de antimateria detectable en el Universo. Es posible que los nuevos modelos físicos introduzcan violaciones adicionales, aclarando algo este problema; éstos nuevos modelos puede que detecten estas violaciones mediante la producción de partículas adicionales o mediante mediciones indirectas de las propiedades de los mesones B (camino seguido por los experimentos LHCb y LHC; es posible que el camino correcto sea el primero).
Las propiedades del quark arriba, descubierto en el Fermilab en 1995, sólo han sido descritas parcialmente. Con mayores energías y mayores ratios de producción, el LHC producirá grandes cantidades de quark arriba, pudiendo así medir sus propiedades con mayor precisión y exactitud, además de medir su interacción con otras partículas. Estas medidas darán información indirecta acerca de los detalles del Modelo Estándar, incluso puede que revele inconsistencias que puedan ser el punto de partida hacia nuevas teorías; por ejemplo, el ATLAS puede que mida la masa del bosón W con una precisión mayor que la actual.
Posiblemente, las líneas de investigación más interesantes son aquellas que buscan directamente nuevos modelos físicos. Una teoría que se está investigando activamente en la actualidad es la rotura de la supersimetría. Esta teoría es popular ya que soluciona un número de problemas de física teórica que están presentes en prácticamente todos los modelos de cuerdas. Estos modelos supersimétricos implican partículas nuevas y muy masivas; en muchas ocasiones, se desintegran dando lugar a quarks muy energéticos y partículas estables pesadas de las que se espera que interaccionen poco con la materia ordinaria. Estas partículas estables escaparían al detector, dejando como señal una o más jets de quarks y una gran cantidad de "momento perdido". Otras hipotéticas partículas masivas, como las que describe la teoría de Kaluza-Klein, podrían dejar señales parecidas, dejando ver que hay una nueva física más allá del Modelo Estándar.

## Componentes
El ATLAS consta de una serie de cilindros concéntricos de tamaños crecientes que rodean el punto de interacción, donde colisionan los haces de protones. Se divide en cuatro partes principales: el Detector Interno, los calorímetros, el espectrómetro de muones y los imanes externos. Cada parte se subdivide a su vez en más capas. Los detectores son complementarios: el Detector Interno determina la trayectoria de cada partícula, los calorímetros miden la energía de las partículas poco penetrantes, y los sistemas muónicos miden parámetros adicionales de los muones muy penetrantes. Los imanes externos doblan la trayectoria de las partículas detectadas en el Detector Interno y el espectrómetro de muones, permitiendo medir su momento.
Los neutrinos son las únicas partículas no detectables directamente. Para esta tarea, el detector debe ser "hermético" y detectar todos los no-neutrinos producidos, sin puntos ciegos. Asegurar el buen funcionamiento de las capas más internas, sometidas a un alto nivel de radiación, es un reto ingenieril.

### El Detector Interno

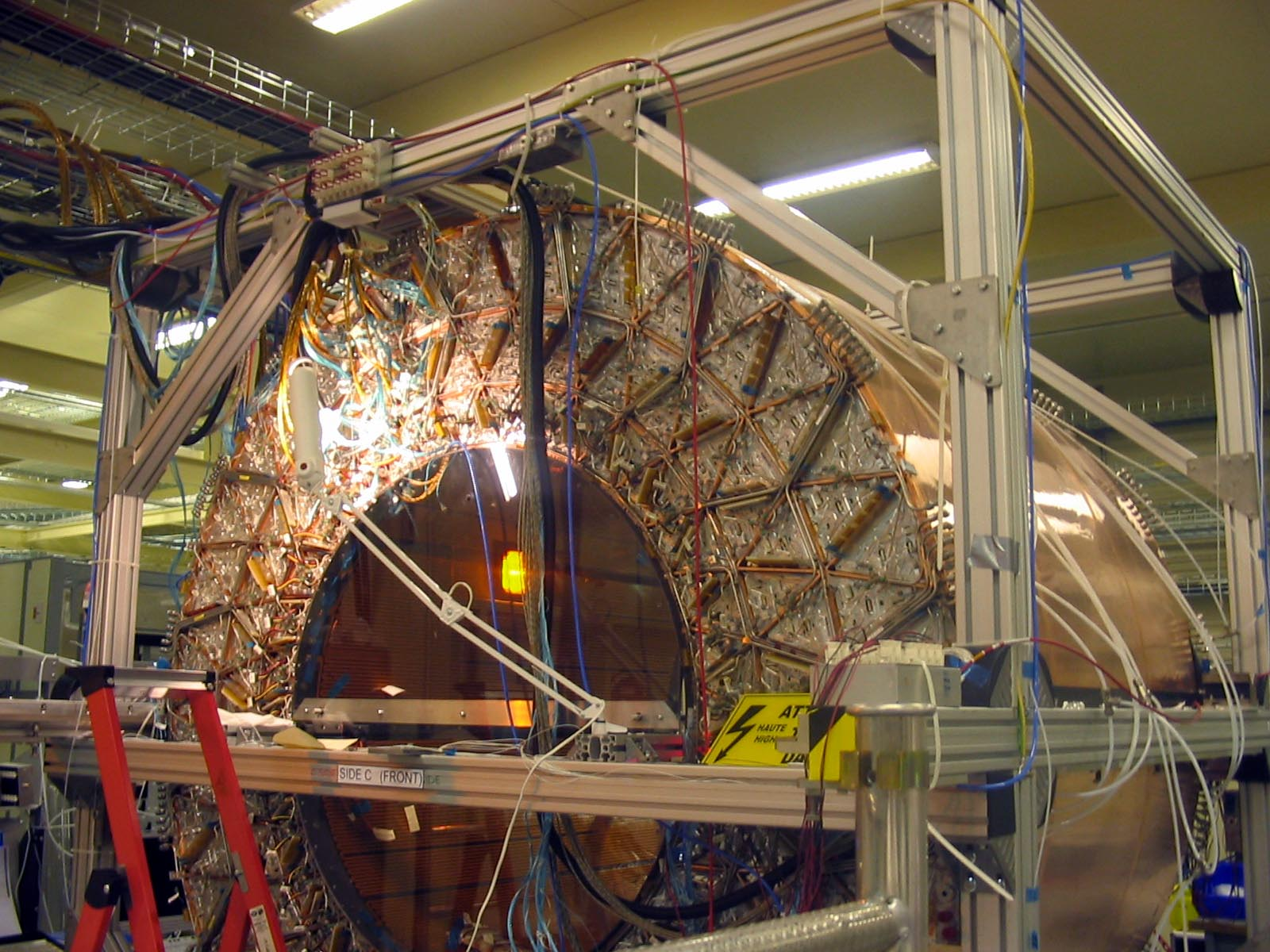
Sección central del ATLAS TRT, la parte externa del Detector Interno, en septiembre de 2005. Está funcionando en la superficie y recogiendo datos de rayos cósmicos.

El Detector Interno empieza a pocos centímetros del eje de colisión, y se extiende hasta 1,2 metros alrededor. Tiene 7 metros de longitud en forma de tubería. Su principal función es trazar (determinar la trayectoria) de las partículas cargadas midiendo su interacción con la materia en ciertos puntos, revelando así el tipo de partícula producida y su momento. El campo magnético que baña este detector provoca que las partículas cargadas sigan trayectorias curvas; la dirección de dicha curva revela la carga de la partícula y su radio de curvatura su momento. Los puntos iniciales de las trayectorias dan información acerca del tipo de partícula; así, si un grupo de trayectorias parecen originarse en puntos diferentes al de la colisión protón-protón, puede ser indicativo de partículas procedentes de la desintegración de un quark abajo. El Detector Interno tiene tres partes, detalladas a continuación.
El Detector Píxel, la parte interna, está formada por tres capas y tres discos en cada extremo, con un total de 1744 módulos, cada uno de 6x2 cm. El material detector es una capa de 250 μm de sílice. Cada módulo consta de 16 circuitos integrados y otros componentes electrónicos. La mínima unidad mensurable es un píxel de 50x400 micras; hay unos 47000 píxeles por módulo. Su diminuto tamaño sirve para poder medir con precisión trayectorias muy cercanas al punto de colisión. En total, el Detector Píxel tiene 80 millones de canales de salida, aproximadamente la mitad del total; tal cantidad ha supuesto un desafío de diseño y fabricación. Otro desafío importante es la radiación a la que se verán sometidos estos componentes, por ello todos los componentes electrónicos están blindados contra las radiaciones, para que su rendimiento no se degrade con el tiempo.
El Rastreador Semiconductor (SCT, Semi-Conductor Tracker) está situado en la parte media del detector. Es similar en cuanto a diseño y funcionamiento al Detector Píxel, pero cada módulo es más largo y estrecho, permitiendo cubrir grandes áreas. Cada banda mide 80 micras por 12,6 cm. El SCT es la parte más importante del Detector Interno en cuanto a medir trayectorias en el plano perpendicular al del haz, ya que mide partículas en un área más extensa que el Detector Píxel, con más puntos de medida y una precisión parecida. Está formada por cuatro capas dobles de sílice, tiene 6,2 millones de canales de salida y un área total de 61 m².
El Detector de Radiación de Transición (TRT, Transition Radiation Tracker) es el detector más externo, y es una combinación de un "rastreador de pajitas" y un "detector de radiación de transición". Contiene gran cantidad de "pajitas", cada una de 4 milímetros de diámetro y 144 de longitud. Su resolución es menor que la de los otros dos detectores, una solución necesaria para cubrir un gran volumen con un diseño complementario. Cada "pajita" está rellena de un gas que se ioniza cuando pasa una partícula cargada. Estos iones producen una corriente en una de los conductores de alto voltaje que atraviesan la pajita, creando un patrón de señales en muchas de éstas que permite reconstruir la trayectoria de la partícula. También contiene materiales de diferentes índices de refracción, provocando que se emita radiación de transición y permitiendo la generación de señales más fuertes en cada pajita. Ya que la cantidad de radiación de transición producida es bastante grande en partículas relativistas (partículas con una velocidad comparable a la velocidad de la luz), y la velocidad de una partícula es inversamente proporcional a su masa, es de esperar que las partículas más ligeras dejen mayores señales. Así, las señales más intensas pueden deberse a los electrones. El TRT consta de unas 351000 pajitas en total.

### Calorímetros

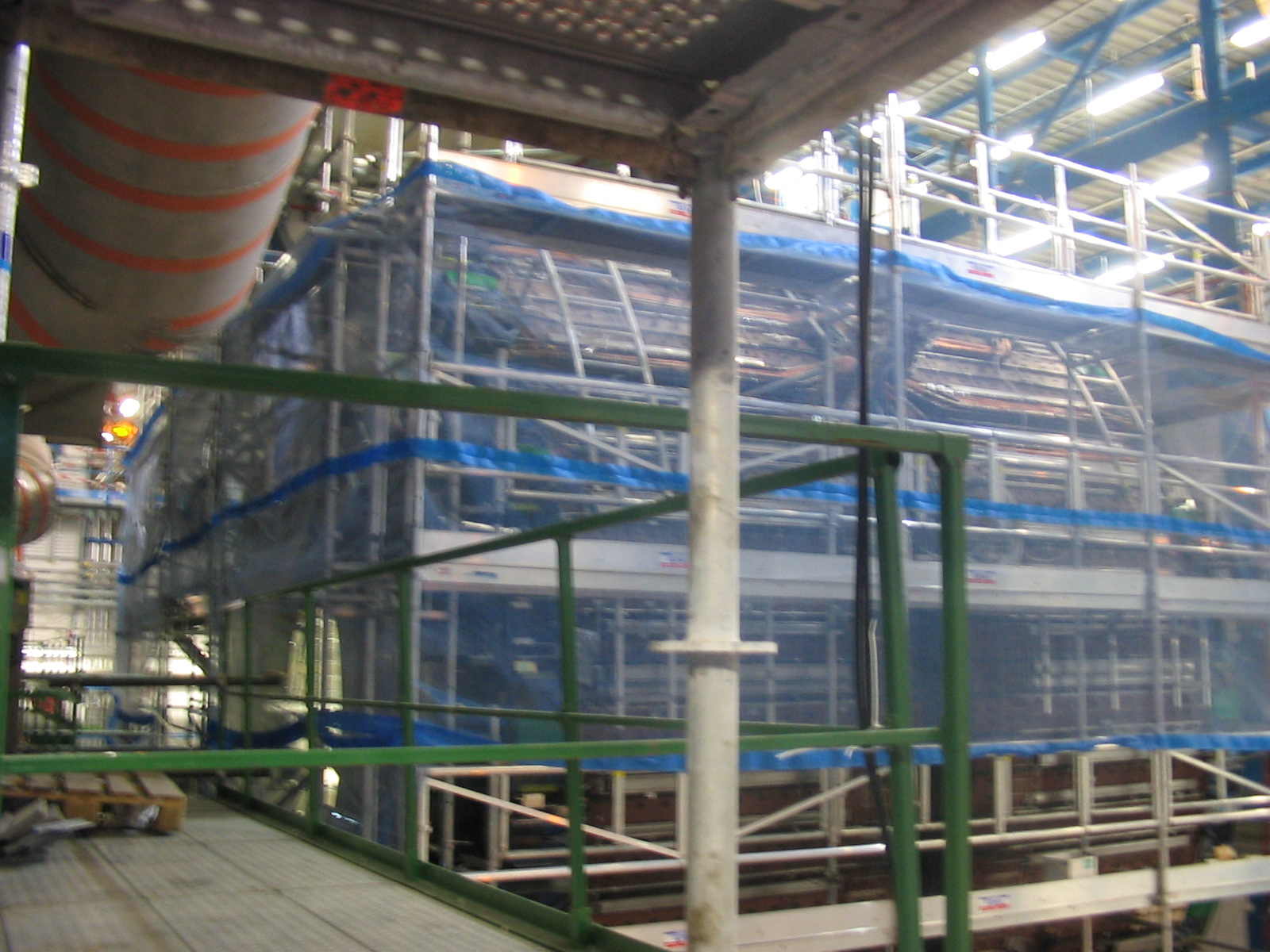
Septiembre de 2005: sección del barril principal del calorímetro hadrónico del ATLAS, esperando a ser insertada dentro de los imanes toroidales.

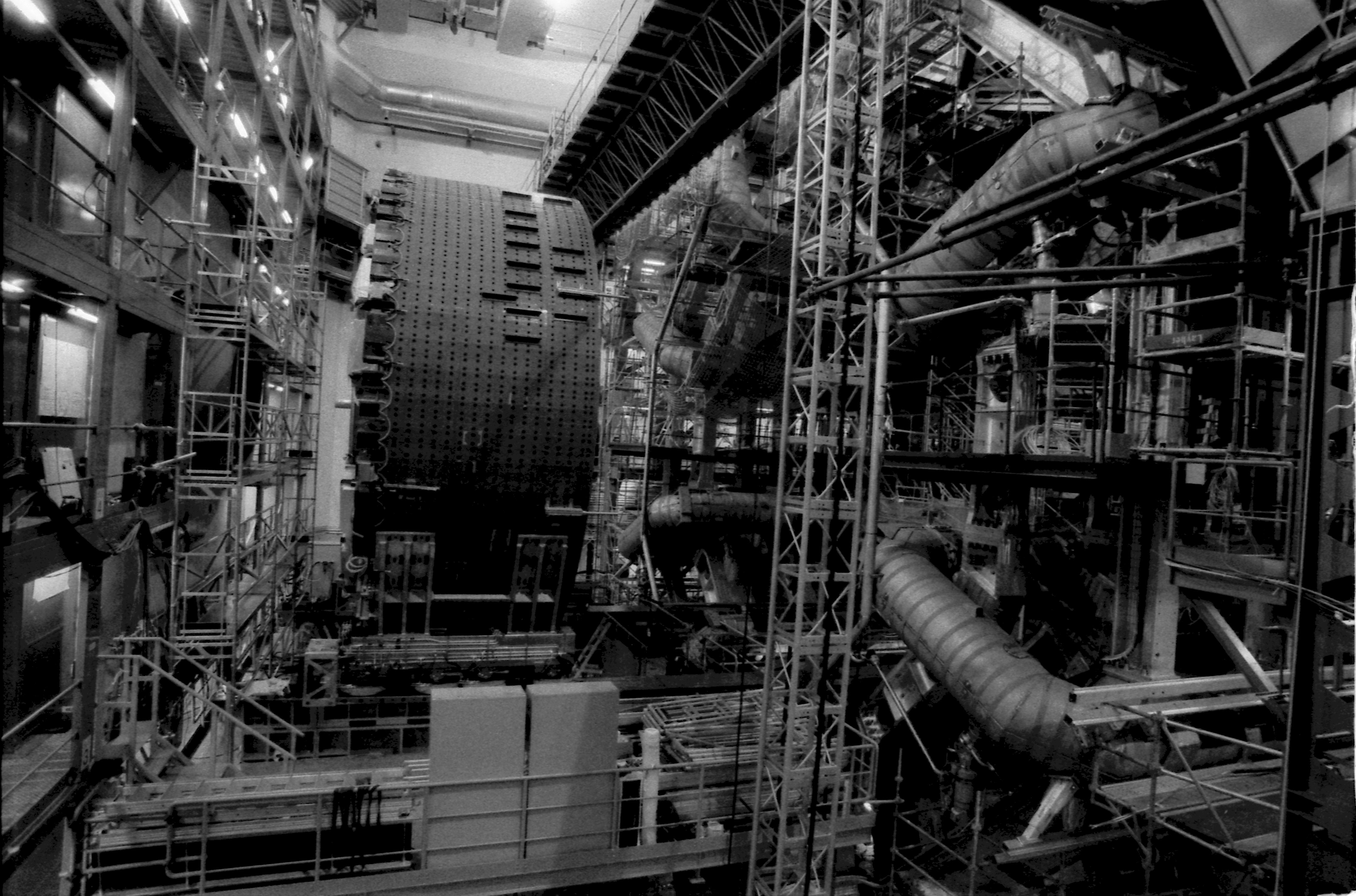
Una de las secciones del calorímetro hadrónico, esperando a ser insertada a finales de febrero de 2006.

Los calorímetros se sitúan en el exterior del solenoide magnético que rodea al detector interno. Su propósito es medir la energía de cada partícula absorbiéndola. Hay dos sistemas básicos: un calorímetro electromagnético interno y un calorímetro hadrónico externo. Ambos son calorímetros de muestreo, es decir, absorben energía mediante metales muy densos y periódicamente miden la forma de la lluvia de partículas resultante, infiriendo la energía de la partícula original a través de éstas medidas.
El calorímetro electromagnético absorbe la energía de las partículas que interaccionan electromagnéticamente, incluyendo partículas cargadas y fotones. Tiene una gran precisión, tanto en la medida de la energía depositada como en su localización exacta. El ángulo entre la trayectoria de la partícula y el eje del haz de protones puede ser medido con una precisión de unos 0,025 radianes. Los materiales absorbentes son plomo y acero inoxidable, con argón líquido como material de muestreo. Es necesario un criostato para mantener el calorímetro lo suficientemente frío.
El calorímetro hadrónico absorbe la energía de las partículas que atraviesan el electromagnético, pero interaccionan a través de la fuerza fuerte; éstas partículas son generalmente hadrones. Es menos preciso, tanto en términos de energía como de localización (una precisión angular de 0,1 radianes). El material absorbente es acero, con escintiladores en forma de baldosas que miden la energía depositada. Muchas de las características de este calorímetro es su relación coste-efectividad; es grande y requiere una gran cantidad de material: la mayor parte del calorímetro es un cilindro de 12 metros de largo y 8 de diámetro, concéntrico al haz de protones. Las partes exteriores están contenidas dentro del criostato del calorímetro electromagnético, y usa argón líquido como refrigerante.

### Espectrómetro muónico
El espectrómetro muónico es un sistema de seguimiento extremadamente grande, y se extiende desde los calorímetros hasta la parte más externa del detector. Su gran tamaño es necesario para medir con precisión el momento de los muones, que son capaces de atravesar las partes internas del detector; es una parte vital porque los muones son indicativos de muchos procesos físicos, y porque no se podría medir con precisión la energía total involucrada en un evento si fueran ignorados. Funciona de manera parecida al detector interno, con los muones curvando sus trayectorias para poder identificar su momento, aunque su campo magnético es diferente, tiene menor precisión espacial y un volumen mucho mayor. También se utiliza para identificar muones simplemente; se espera que muy pocas partículas atraviesen el detector interno y los calorímetros y por tanto dejen señales en esta parte. Tiene aproximadamente un millón de canales de salida y el área ocupada por sus detectores es de 12000 m².

### Sistema de imanes

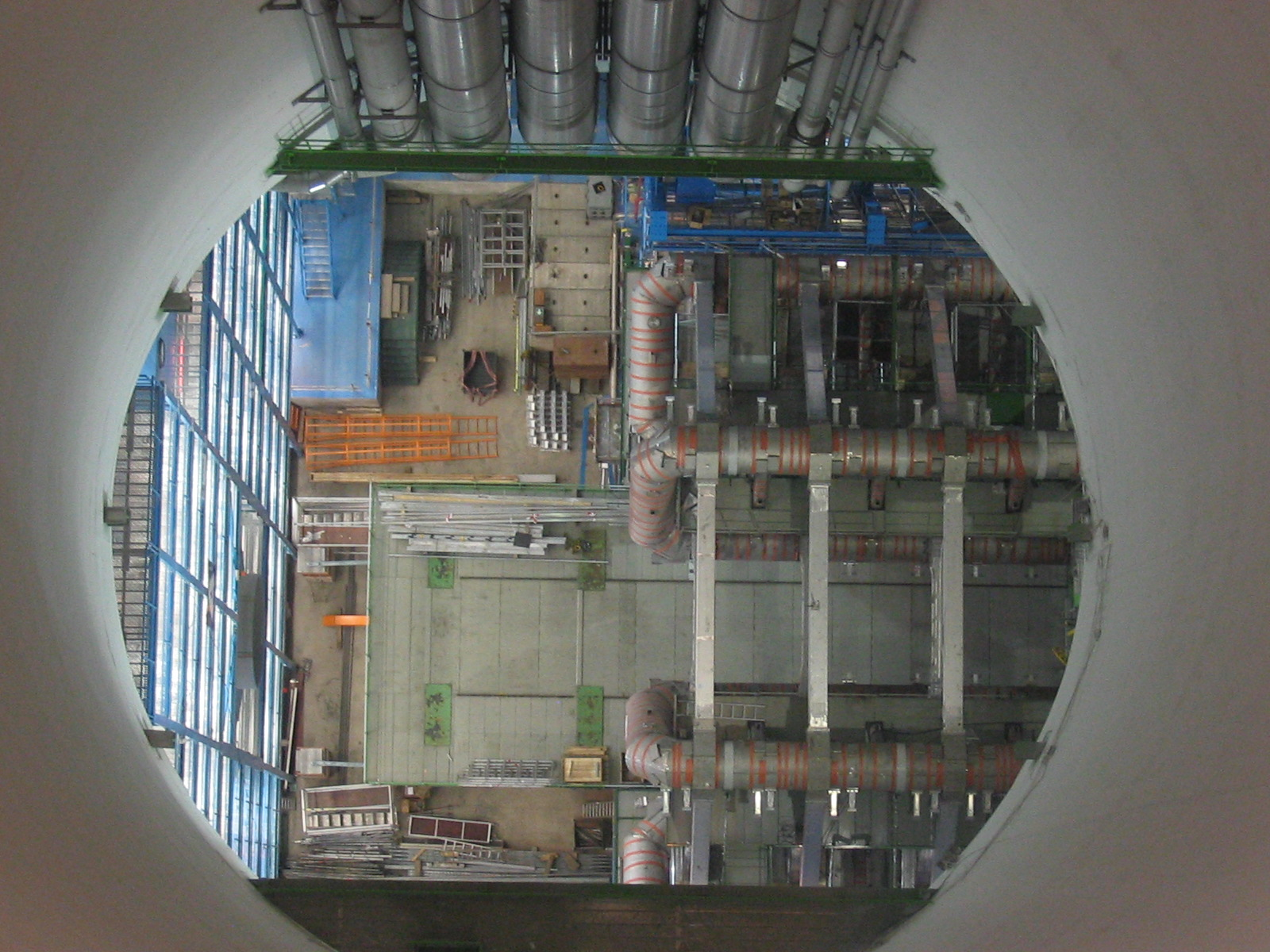
Extremo de uno de los cuatro imanes toroidales del ATLAS, visto desde la superficie, a 90 metros. Septiembre de 2005.

El ATLAS utiliza dos grandes imanes para curvar la trayectoria de las partículas cargadas, con el objeto de poder medir su momento. Ésta curvatura se debe a la fuerza de Lorentz, y es proporcional a la velocidad. Ya que la mayoría de partículas generadas viajarán a una velocidad cercana a la de la luz, dicha fuerza es la misma para partículas con diferentes momentos. Así, las partículas con un momento elevado se curvarán poco, mientras que las que tengan poco momento tendrán un radio de curvatura mayor; dicho radio de curvatura puede cuantificarse y deducir de ahí el momento para cada una.
El solenoide interno produce un campo magnético de dos teslas, que rodea al Detector Interno. Este campo tiene la intensidad suficiente como para curvar partículas muy energéticas, y su uniformidad e intensidad permite que las mediciones sean muy precisas. Partículas con un momento menor a 400 MeV sufrirán tal curvatura que entrarán en un bucle y por tanto es poco probable que puedan ser medidas. De todas formas, ésta energía es muy pequeña comparada con los varios TeV liberados en cada colisión protón-protón.
El campo magnético externo, de forma toroidal, es producido por ocho grandes bucles huecos y dos terminadores, ambos situados en el exterior de los calorímetros y dentro del espectrómetro muónico. Éste campo magnético tiene 26 metros de largo y 20 de diámetro, almacenando 1,2 GJ de energía. Es un campo magnético no uniforme, porque un solenoide que fuera capaz resultaría tan grande su construcción sería antieconómica. Afortunadamente, las mediciones no necesitan una gran precisión debido al gran tamaño del sistema muonico.

## Sistemas de análisis de datos
El disparador usa información simple para detectar los eventos más interesantes de entre los 40 millones de haces que chocan cada segundo en el centro del detector. Hay tres niveles de "disparo": el primero está basado en la electrónica del detector y los dos restantes se ejecutan en un gran cluster situado cerca del detector. Cuando el primer nivel detecta un evento, se seleccionan 100.000 eventos próximos, y cuando se dispara el tercer nivel varios centenares de eventos se almacenan para su posterior análisis. Esto equivale a unos 100 Mb por segundo, un total de 1 Petabyte al año.
Se efectúa una reconstrucción offline de cada evento almacenado, transformando cada patrón de señales salido del detector en partículas físicas, como jets, fotones y leptones. Está previsto usar computación en red (grid computing) para analizar cada evento, permitiendo el uso de recursos computacionales externos (universidades, centros de cálculo, etc.). El software encargado del análisis de estos datos ha estado en fase de desarrollo durante años y se seguirá mejorando tras el inicio del experimento.
Está previsto que los usuarios de estos datos, como científicos y grupos de investigación escriban sus propios programas para analizar los datos en bruto, con el objetivo de detectar nuevas partículas o comprobar modelos físicos. Hasta el momento se han llevado a cabo simulaciones de las colisiones, permitiendo prever con cierta confianza qué nuevas partículas se descubrirán y el nivel de certeza de estos eventos.
Existe un proyecto, LHC@home, que ha permitido ayudar a diseñar el acelerador, con la colaboración desinteresada de los internautas de todo el mundo.